# 2012-es GP2 európai nagydíj
A 2012-es GP2 európai nagydíj volt a 2012-es GP2-szezon hatodik versenye, amelyet 2012. június 23. és június 24. között rendeztek meg a spanyolországi Valencia Street Circuit-ön, Valenciában, a 2012-es Formula–1 európai nagydíj betétfutamaként.

## Időmérő
| Helyezés | Rajtszám | Versenyző           | Csapat                  | Idő        | Rajthely |
| -------- | -------- | ------------------- | ----------------------- | ---------- | -------- |
| 1        | 9        | James Calado        | Lotus GP                | 1:47.342   | 1        |
| 2        | 4        | Felipe Nasr         | DAMS                    | 1:47.349   | 2        |
| 3        | 10       | Esteban Gutiérrez   | Lotus GP                | 1:47.444   | 5[a1]    |
| 4        | 3        | Davide Valsecchi    | DAMS                    | 1:47.458   | 6[a1]    |
| 5        | 12       | Giedo van der Garde | Caterham Racing         | 1:47.543   | 3        |
| 6        | 26       | Max Chilton         | Carlin                  | 1:47.674   | 4        |
| 7        | 5        | Fabio Leimer        | Racing Engineering      | 1:47.779   | 7        |
| 8        | 8        | Jolyon Palmer       | iSport International    | 1:47.801   | 8        |
| 9        | 7        | Marcus Ericsson     | iSport International    | 1:47.972   | 9        |
| 10       | 27       | Rio Haryanto        | Carlin                  | 1:47.996   | 10       |
| 11       | 23       | Luiz Razia          | Arden International     | 1:48.155   | 11       |
| 12       | 20       | Tom Dillmann        | Rapax                   | 1:48.176   | 12       |
| 13       | 14       | Stefano Coletti     | Scuderia Coloni         | 1:48.222   | 13       |
| 14       | 16       | Stéphane Richelmi   | Trident Racing          | 1:48.288   | 14       |
| 15       | 1        | Johnny Cecotto, Jr. | Barwa Addax Team        | 1:48.390   | 17[a1]   |
| 16       | 6        | Nathanaël Berthon   | Racing Engineering      | 1:48.518   | 15       |
| 17       | 22       | Simon Trummer       | Arden International     | 1:48.565   | 18[a1]   |
| 18       | 15       | Fabio Onidi         | Scuderia Coloni         | 1:48.578   | 16       |
| 19       | 2        | Josef Král          | Barwa Addax Team        | 1:48.626   | 19       |
| 20       | 17       | Julián Leal         | Trident Racing          | 1:48.641   | 20       |
| 21       | 18       | Fabrizio Crestani   | Venezuela GP Lazarus    | 1:48.846   | 21       |
| 22       | 11       | Rodolfo González    | Caterham Racing         | 1:48.936   | 22       |
| 23       | 25       | Nigel Melker        | Ocean Racing Technology | 1:49.021   | 23       |
| 24       | 24       | Víctor Guerin       | Ocean Racing Technology | 1:49.335   | 24       |
| 25       | 21       | Daniël de Jong      | Rapax                   | 1:49.900   | 25       |
|          | 19       | Giancarlo Serenelli | Venezuela GP Lazarus    | idő nélkül | 26       |

Megjegyzés:
- ↑ a1:  — Esteban Gutiérrez, Davide Valsecchi és Johnny Cecotto Jr. 3 helyes rajtbüntetést kaptak és Simon Trummer 2 helyes rajtbüntetést kapott, mert akadályozta a versenytársakat az időmérőn.[1]

## Főverseny
| Helyezés                                                              | Rajtszám | Versenyző           | Csapat                  | Futott kör | Idő/Kiesés oka | Rajthely | Pont      |
| --------------------------------------------------------------------- | -------- | ------------------- | ----------------------- | ---------- | -------------- | -------- | --------- |
| 1                                                                     | 10       | Esteban Gutiérrez   | Lotus GP                | 28         | 1:00:31.895    | 5        | 27 (25+2) |
| 2                                                                     | 7        | Marcus Ericsson     | iSport International    | 28         | +1.615         | 9        | 18        |
| 3                                                                     | 23       | Luiz Razia          | Arden International     | 28         | +6.064         | 11       | 15        |
| 4                                                                     | 5        | Fabio Leimer        | Racing Engineering      | 28         | +6.408         | 7        | 12        |
| 5                                                                     | 27       | Rio Haryanto        | Carlin                  | 28         | +6.928         | 10       | 10        |
| 6                                                                     | 6        | Nathanaël Berthon   | Racing Engineering      | 28         | +7.605         | 15       | 8         |
| 7                                                                     | 26       | Max Chilton         | Carlin                  | 28         | +8.384         | 4        | 6         |
| 8                                                                     | 9        | James Calado        | Lotus GP                | 28         | +11.099        | 1        | 8 (4+4)   |
| 9                                                                     | 14       | Stefano Coletti     | Scuderia Coloni         | 28         | +15.404        | 13       | 2         |
| 10                                                                    | 22       | Simon Trummer       | Arden International     | 28         | +15.782        | 18       | 1         |
| 11                                                                    | 12       | Giedo van der Garde | Caterham Racing         | 28         | +15.962        | 3        |           |
| 12                                                                    | 17       | Julián Leal         | Trident Racing          | 28         | +16.869        | 20       |           |
| 13                                                                    | 15       | Fabio Onidi         | Scuderia Coloni         | 28         | +17.715        | 16       |           |
| 14                                                                    | 16       | Stéphane Richelmi   | Trident Racing          | 28         | +18.338        | 14       |           |
| 15                                                                    | 11       | Rodolfo González    | Caterham Racing         | 28         | +22.983        | 22       |           |
| 16                                                                    | 21       | Daniël de Jong      | Rapax                   | 28         | +23.456        | 25       |           |
| 17                                                                    | 24       | Víctor Guerin       | Ocean Racing Technology | 27         | +1 kör         | 24       |           |
| 18                                                                    | 3        | Davide Valsecchi    | DAMS                    | 28         | +30.573[b1]    | 6        |           |
| Kiz                                                                   | 2        | Josef Král          | Barwa Addax Team        | 28         | (+19.580)[b2]  | 19       |           |
| Kiz                                                                   | 1        | Johnny Cecotto, Jr. | Barwa Addax Team        | 28         | (+39.627)[b2]  | 17       |           |
| Ki                                                                    | 19       | Giancarlo Serenelli | Venezuela GP Lazarus    | 21         |                | 26       |           |
| Ki                                                                    | 4        | Felipe Nasr         | DAMS                    | 18         |                | 2        |           |
| Ki                                                                    | 8        | Jolyon Palmer       | iSport International    | 17         |                | 8        |           |
| Ki                                                                    | 18       | Fabrizio Crestani   | Venezuela GP Lazarus    | 17         |                | 21       |           |
| Ki                                                                    | 20       | Tom Dillmann        | Rapax                   | 11         |                | 12       |           |
| Ki                                                                    | 25       | Nigel Melker        | Ocean Racing Technology | 1          |                | 23       |           |
| Leggyorsabb kör: Esteban Gutiérrez (Lotus GP) – 1:49,360 (28. körben) |          |                     |                         |            |                |          |           |
| Forrás:                                                               |          |                     |                         |            |                |          |           |

Megjegyzés:
- ↑ b1:  — Davide Valsecchi biztonsági autós periódus alatt előzőtt, ezért a verseny után 20 másodperces büntetést kapott.[3]
- ↑ b2:  — Barwa Addax csapat versenyzőit, Josef Král-t és Johnny Cecotto Jr.-t kizárták a versenyből, miután a boxkiállások alatt szabálysértést követtek el.[4]

## Sprintverseny
| Helyezés                                                    | Rajtszám | Versenyző           | Csapat                  | Futott kör | Idő/Kiesés oka | Rajthely | Pont      |
| ----------------------------------------------------------- | -------- | ------------------- | ----------------------- | ---------- | -------------- | -------- | --------- |
| 1                                                           | 23       | Luiz Razia          | Arden International     | 23         | 46:07.255      | 6        | 15        |
| 2                                                           | 9        | James Calado        | Lotus GP                | 23         | +1.179         | 1        | 12        |
| 3                                                           | 5        | Fabio Leimer        | Racing Engineering      | 23         | +1.587         | 5        | 12 (10+2) |
| 4                                                           | 26       | Max Chilton         | Carlin                  | 23         | +2.425         | 2        | 8         |
| 5                                                           | 6        | Nathanaël Berthon   | Racing Engineering      | 23         | +2.957         | 3        | 6         |
| 6                                                           | 12       | Giedo van der Garde | Caterham Racing         | 23         | +4.969         | 11       | 4         |
| 7                                                           | 22       | Simon Trummer       | Arden International     | 23         | +8.415         | 10       | 2         |
| 8                                                           | 17       | Julián Leal         | Trident Racing          | 23         | +9.501         | 12       | 1         |
| 9                                                           | 21       | Daniël de Jong      | Rapax                   | 23         | +13.591        | 15       |           |
| 10                                                          | 3        | Davide Valsecchi    | DAMS                    | 23         | +17.564        | 16       |           |
| 11                                                          | 2        | Josef Král          | Barwa Addax Team        | 23         | +21.005        | 26       |           |
| 12                                                          | 20       | Tom Dillmann        | Rapax                   | 23         | +34.565        | 21       |           |
| 13                                                          | 25       | Nigel Melker        | Ocean Racing Technology | 23         | +46.929        | 22       |           |
| 14                                                          | 4        | Felipe Nasr         | DAMS                    | 23         | +50.083        | 19       |           |
| 15                                                          | 11       | Rodolfo González    | Caterham Racing         | 23         | +51.366        | 24[c1]   |           |
| 16                                                          | 19       | Giancarlo Serenelli | Venezuela GP Lazarus    | 23         | +57.490        | 18       |           |
| 17                                                          | 15       | Fabio Onidi         | Scuderia Coloni         | 23         | +1:03.342      | 13       |           |
| 18                                                          | 24       | Víctor Guerin       | Ocean Racing Technology | 23         | +1:03.439      | 17       |           |
| Ki                                                          | 27       | Rio Haryanto        | Carlin                  | 19         |                | 4        |           |
| Ki                                                          | 16       | Stéphane Richelmi   | Trident Racing          | 5          |                | 14       |           |
| Ki                                                          | 8        | Jolyon Palmer       | iSport International    | 3          |                | 23[c1]   |           |
| Ki                                                          | 1        | Johnny Cecotto, Jr. | Barwa Addax Team        | 3          |                | 25       |           |
| Ki                                                          | 14       | Stefano Coletti     | Scuderia Coloni         | 0          |                | 9        |           |
| Ki                                                          | 7        | Marcus Ericsson     | iSport International    | 0          |                | 7        |           |
| Ki                                                          | 10       | Esteban Gutiérrez   | Lotus GP                | 0          |                | 8        |           |
| Ni                                                          | 18       | Fabrizio Crestani   | Venezuela GP Lazarus    | 0          |                | 20       |           |
| Leggyorsabb kör: Felipe Nasr (DAMS) – 1:50,556 (18. körben) |          |                     |                         |            |                |          |           |
| Forrás:                                                     |          |                     |                         |            |                |          |           |

Megjegyzés:
- ↑ c1:  — Jolyon Palmer és Rodolfo González 10 helyes rajtbüntetést kaptak, mert a főversenyen balesetet okoztak.[3]